# Ивановская (Ючкинский сельсовет)
Ивановская — деревня в Вожегодском районе Вологодской области.
Входит в состав Ючкинского сельского поселения, с точки зрения административно-территориального деления — в Ючкинский сельсовет.
Расстояние по автодороге до районного центра Вожеги — 40 км, до центра муниципального образования Ючки — 8 км. Ближайшие населённые пункты — Мануиловская, Хвостово, Ючка.
По данным переписи в 2002 году постоянного населения не было.